# Esposizione nazionale italiana del 1861

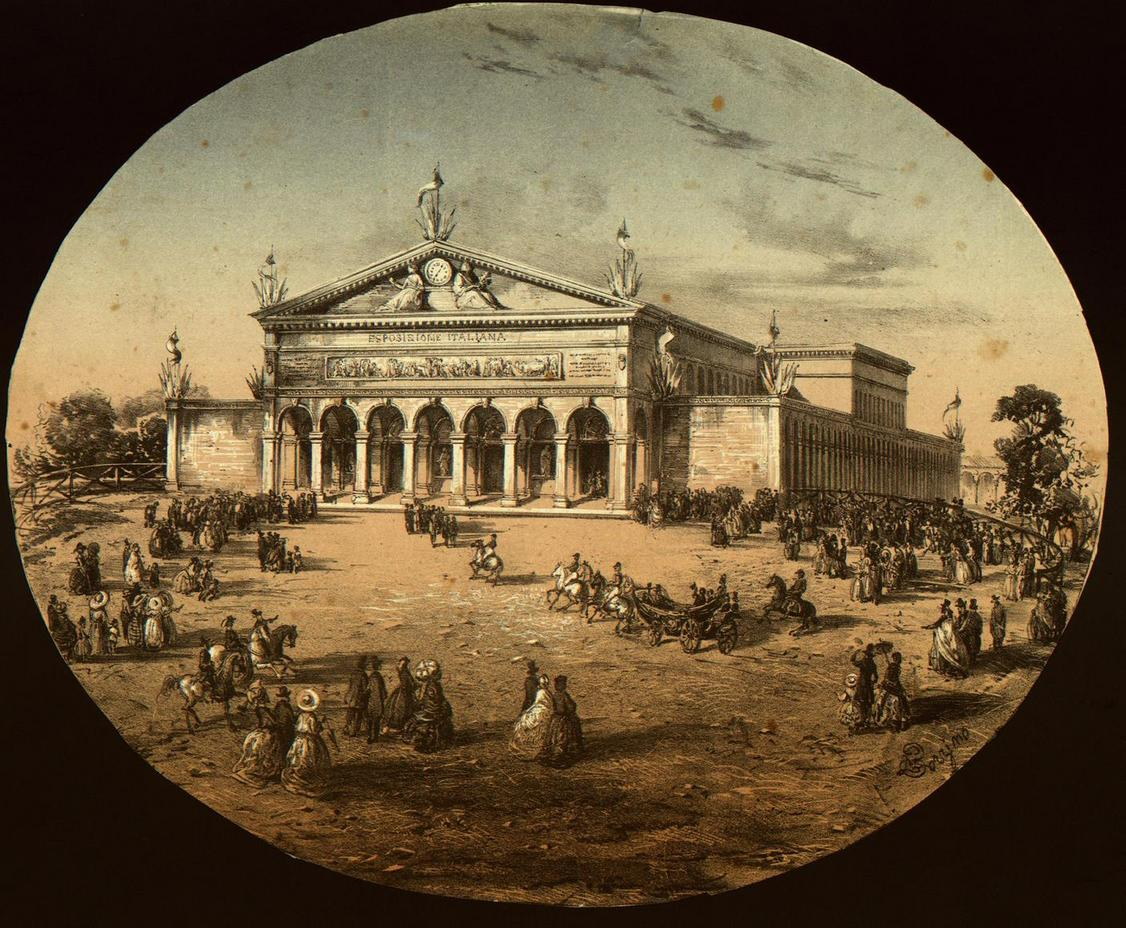
Stampa dell'Esposizione di Firenze del 1861

L'Esposizione nazionale italiana del 1861 fu la prima esposizione nazionale del neonato Regno d'Italia, voluta da Quintino Sella, che si tenne a Firenze, alla Stazione Leopolda su progetto dall'architetto Giuseppe Martelli.
L'esposizione fu svolta in base al regio decreto di Vittorio Emanuele II, allora ancora re di Sardegna, datato 8 luglio 1860, emesso in seguito al parere espresso, tramite votazioni da entrambi i rami del parlamento subalpino.
Venne inaugurata dal re il 15 settembre 1861 e rimase aperta fino all'8 dicembre. Era suddivisa in 24 classi e con cinque chilometri di percorso, e vi parteciparono 8.533 espositori nei più disparati campi delle arti, delle scienze, dell'agricoltura e delle industrie italiane.